# Louis Lepetit
Pour les articles homonymes, voir Lepetit.
Louis Gabriel Lepetit (né à Quimper le 30 novembre 1875 et mort à Paris le 1er janvier 1971) est un général de division français.

## Biographie

### Enfance et formation
Il est né en 30 novembre 1875 à Quimper.

### Carrière
Il entre à l'École spéciale militaire - Saint-Cyr le 29 octobre 1893 (Promotion Jeanne d'Arc). Il en sort Sous-lieutenant le 14 septembre 1895 et est affecté au 101e Régiment d'Infanterie où il passera Lieutenant le 1er octobre 1897.  
Affecté au 2e Régiment Étranger le 16 janvier 1899, puis au 103e Régiment d'Infanterie le 7 décembre 1901. 
Promu Capitaine le 24 mars 1908 il est muté au 25e Bataillon de Chasseurs à Pied jusqu'à son entrée à l'École de guerre en octobre 1911, il est affecté au 88e Régiment d'Infanterie puis au 131e Régiment d'Infanterie le 9 mai 1912.
Il est stagiaire à l'État-Major du 4e Corps d'Armée à dater du 13 octobre 1912. Nommé Chef d’État-Major de la 7e Division d'Infanterie le 30 novembre 1914, il est promu Chef de Bataillon (Commandant) le 22 mars 1915
Il rejoint le 153e Régiment d'Infanterie le 30 avril 1916 (citations pour contre-attaques du 1er et 8 juillet 1916),,. 
À cette occasion il participe à la bataille de la somme et notamment à l'offensive du 1er juillet 1916 à Maricourt. Le village de Maricourt, dans la Somme, occupait une position stratégique au début de la bataille de la Somme : il marquait la jonction entre l’aile droite de la 4e Armée britannique et l’aile gauche de la 6e Armée française. À l’aube du 1er juillet 1916, premier jour de cette offensive majeure, deux officiers — le lieutenant-colonel Bryan Charles Fairfax, commandant le 17e bataillon du régiment King's Liverpool, et le commandant Lepetit, à la tête du 3e bataillon du 153e Régiment d’Infanterie français — ont coordonné leurs actions lors de reconnaissances conjointes dans le secteur de Maricourt. 
Cette coopération symbolique et militaire s’est matérialisée lorsque les deux hommes quittèrent ensemble leurs tranchées pour mener la deuxième vague d’assaut à travers le no man’s land, en direction de Montauban-de-Picardie. Leur initiative conjointe, aussi audacieuse que fraternelle, permit de surprendre un ennemi pourtant bien armé, qui se rendit sans opposer de résistance significative
Leur acte de bravoure et l’entente exemplaire entre les troupes françaises et britanniques furent salués par leurs supérieurs : le général Stanley pour la 30e division britannique (89e brigade), et le colonel Coutard pour la 30e division française (89e brigade). Le 3e bataillon du 153e RI fut cité à l’ordre de l’armée, citation reproduite sur la table commémorative installée à Maricourt.
C’est pour faire revivre cet épisode de fraternité d’armes que Philippe Drouin, président de la Somme Remembrance Association, a souhaité faire ériger un panneau commémoratif. Ce projet a été rendu possible grâce au soutien de la mairie de Maricourt, notamment de Monsieur Guillemont et de son épouse, qui ont mis à disposition un terrain pour accueillir cette mémoire partagée. L’inauguration s’est faite en présence de l’association 14-18 en Somme et du 10th Essex History Group, venu spécialement d’Angleterre.
Nommé Chef d'État-Major de la 158e Division d'Infanterie le 5 octobre 1916, il rejoint ensuite le GQG le 4 mars 1917 pour être envoyé en mission à l'Armée du Trentin le 31 mars suivant, il est en mission militaire auprès du Commando Supremo le Général Armando Diaz du 1er avril 1917 au 6 avril 1918
Promu Lieutenant-Colonel le 19 avril 1918, il rejoint le 20 avril l'État-Major du Commandant en chef des Armées Alliées le Maréchal Foch,
Qui le nomme ensuite commandant du 102e Régiment d'Infanterie 12 juillet 1918 - 4 mars 1919. Sous son commandement le régiment participe à la seconde bataille de la Marne en Champagne où il récole sa première citation à l'Ordre de l'Armée,:
« Du 16 au 30 juillet 1918, sous le commandement du lieutenant-colonel Lepetit, a contre-attaqué l’ennemi pour arrêter son avance, l’a fixé, l’a attaqué énergiquement pour le forcer à la retraite et, le poursuivant pendant 12 kilomètres, a achevé glorieusement sa tâche en enlevant par une brillante manœuvre un village et une position fortement occupés. A fait plus de 150 prisonniers dont 4 officiers, et a capturé un matériel de guerre considérable. »
Toujours sous son commandement ce régiment reçoit, à l'automne 1918 pendant la bataille de l'Aisne, une seconde citation à l'Ordre de l'Armée, :
« Très beau régiment qui, sous le commandement énergique et l’habileté manœuvrière du lieutenant-colonel Lepetit, a montré pendant les combats qu’il a livrés du 25 septembre au 20 octobre 1918, dans deux secteurs différents, ses brillantes qualités offensives et son endurance. Le 8 octobre, a réussi à faire un bond de 800 mètres sur un glacis battu par les mitrailleuses ennemies et soumis à de violents tirs d’artillerie. Du 9 au 20 octobre, après avoir travaillé sans relâche dans un terrain très difficile à réduire l’ennemi par la manœuvre, a rompu sa ligne, l’a poursuivi sans trêve pendant 20 kilomètres et, grâce à son initiative, l’a empêché de s’établir entre le canal des Ardennes et l’Aisne, permettant ainsi les opérations de nettoyage de cette région. A fait plus de 100 prisonniers et a capturé un matériel de guerre considérable. »
Il occupa le poste d'attaché militaire à Belgrade de 1930 à 1934

### Décorations
- Chevalier de la Légion d'Honneur en juillet 1915,
- Distinguished Service Order (DSO) en août 1916
- Officier de la Couronne d'Italie en Aout1917
- Chevalier des saints Maurice et Lazare en janvier 1918
- Croix de Guerre 1914-18
- Officier de la Légion d'Honneur 1er septembre 1920
- Commandeur de la Légion d'Honneur 9 janvier 1937

### Campagnes
- Algérie : 7 février 1899 - 12 mai 1900
- Madagascar : 1" mai 1900 - 17 mars 1901
- Algérie : 17 juin 1901 - 31 octobre 1901
- Allemagne (front) : 2 août 1914 - 4 mars 1919
- Allemagne (Occupation) : 4 mars 1919 - 23 octobre 1919

### Mort
Général de Division du Cadre de Réserve, il meurt le 1er janvier 1971 à Paris.